# Mezőfalva
Mezőfalva é uma vila da Hungria, situada no condado de Fejér. Tem 80,42 km² de área e sua população em 2019 foi estimada em 4.677 habitantes.